# Шаркс
Шаркс (енгл. Sharks) је један од шест професионалних јужноафричких рагби јунион тимова, који учествује у Супер Рагби. Дрес Шаркса је црне и беле боје, а седиште тима је у граду Дурбан. Ајкуле су четири пута играле финале најаче лиге на свету ( 1996, 2001, 2007, 2012. ) али нису имали среће, сваки пут су поражени. Највише утакмица ( 125 ) за Шарксе одиграо је Џон Смит, највише поена за Шарксе у историји ( 512 ) постигао је Патрик Лемби, а највише есеја ( 29 ) у историји овог тима постигао је Стефан Тербленч.
- Супер Рагби

- Финалиста (4) : 1996, 2001, 2007, 2012.

 Састав у сезони 2016
Лоуренс Адрианс
Дејл Чедвик
Жан ду Плезис
Томас ду Тоит
Тендаи Мтаварира
Мет Стевенс
Кил Купер
Бизмарк ду Плезис
Монде Хадебе
Франко Мараис
Муриц Бота
Пјетер-Стеф ду Тоит
Стефен Луис
Марко Венцел
Етиен Остхојзен
Вилем Албертс
Марсел Коеце
Дан ду През
Рајан Канковски
Каја Мајола
Тера Мтембу
Мајкл Класенс
Конрад Хофман
Кобус Рајнах
Стефан Унгерер
Камерон Рајт
Лионел Кроње
Патрик Лемби
Фред Зејлинга
Андре Естерхојзен
Вејлон Марај
Френцоис Стејн
Хејмар Вилијамс
Лвази Мвово
Паул Перез
Џон Пол Пиетерсен
Џек Вилсон
Сарел Петрус Мараис